# Łeonid Zaszkilniak
Łeonid Opanasowycz Zaszkilniak (ukr. Леонід Опанасович Зашкільняк; ur. 25 sierpnia 1949 we Lwowie) – ukraiński historyk.

## Życiorys
Absolwent Wydziału Historycznego Uniwersytetu Lwowskiego imienia Iwana Franki. W 1988 doktorat, habilitacja w Instytucie Historii Ukrainy NAN w Kijowie. Od 1995 profesor. Od 2007 zastępcy dyrektora w Instytucie Ukrainoznawstwa im. Iwana Krypjakewycza NAN we Lwowie. Oprócz pracy na Uniwersytecie Lwowskim wykładał też na Ukraińskim Uniwersytecie Katolickim, w Narodowym Uniwersytecie „Ostrogska Akademia”. Jego prace skupiają się na  historii Ukrainy i Polski. Był organizatorem II Ukraińsko-Polskiego Naukowego Spotkania w 1995 (Wojny kozackie XVII wieku w świadomości polskiego i ukraińskiego narodów, 1996) oraz Międzynarodowej naukowej konferencji poświęconej 100-leciu Dmytra Pochyłewycza (Europa Centralna i Wschodnia w XV – XVIII wieku: zagadnienia historii socjalno-ekonomicznej i politycznej, 1998). Aktywnie uczestniczył w spotkaniach Ukraińsko-Polskich Naukowego Seminarium Ukraina – Polska: trudne pytania. Razem z Jerzym Maternickim koordynował ukraińską część wspólnego naukowego projektu Wielokulturowe środowisko historyczne Lwowa XIX i XX wieku (2002-2007) i Historia – mentalność – tożsamość. Odnalazł też i opublikował dzienniki M. Hruszewskiego z lat 1883-1894 (1997). Opublikował sporo artykułów w polskich czasopismach i zbiorowych wydaniach.

## Nagrody
- W 2003 odznaczony nagrodą czasopisma „Przegląd Wschodni” za pracę "Historia Polski".

## Wybrane publikacje w języku polskim
- (redakcja) Wielokulturowe środowisko historyczne Lwowa w XIX i XX w., t. 2, 3, 5, Rzeszów: Wydawnictwo Uniwersytetu Rzeszowskiego 2004-2007.
- (redakcja) Złota księga historiografii lwowskiej XIX i XX wieku, Rzeszów: Wydawnictwo Uniwersytetu Rzeszowskiego 2007.
- (redakcja) Historia, mentalność, tożsamość. Studia z historii, historii historiografii i metodologii historii, Rzeszów: Wydawnictwo Uniwersytetu Rzeszowskiego 2008.
- Historia, mentalność, tożsamość. Studia z historii, historii historiografii i metodologii historii, Poznań: Instytut Historii UAM 2010.
- (redakcja) Galicja 1772-1918. Problemy metodologiczne, stan i potrzeby badań, t. 1-3, Rzeszów: Wydawnictwo Uniwersytetu Rzeszowskiego 2011.